# Maria Comnena (principessa 1085)
Maria Comnena (in greco Μαρία Κομνηνή?, María Komnené; Costantinopoli, 19 settembre 1085 – dopo il 1136) è stata una principessa bizantina, figlia secondogenita dell'imperatore Alessio I Comneno.
Inizialmente promessa sposa a Gregorio Gabra, sposò invece Niceforo Euforbeno Catacalo.

## Biografia
Maria Comnena nacque il 19 settembre 1085, come figlia secondogenita dell'imperatore bizantino Alessio I Comneno (1081-1118) e dell'imperatrice Irene Ducaena. In quanto figlia dell'imperatore regnante, ebbe il titolo di porfirogenita ("nata dalla porpora"). Nel 1094 fu promessa in sposa a Gregorio Gabra, figlio del doux di Chaldia Teodoro Gabras. Dopo che Gregorio tentò di fuggire dal palazzo e di rifugiarsi dal padre, fu messo agli arresti e il fidanzamento fu annullato.
Alla fine, intorno al 1099/1100, Maria sposò Niceforo Catacalo, figlio di Costantino Euforbeno Catacalo, uno dei generali più importanti e fidati di Alessio. In questa circostanza, Niceforo Catacalo ricevette il titolo di panhypersebastos. Insieme alla madre e alle sorelle, Maria assistette il padre morente nel 1118.
Anche il marito morì giovane, tra il 1118 e il 1130. Maria e Niceforo ebbero una numerosa prole, ma solo due figli, Alessio Comneno e Andronico, sono noti per il loro nome, avendo ricoperto posizioni di rilievo più tardi nel corso del secolo. Un altro figlio, Giovanni, è noto solo per la sua commemorazione nel typikon del Monastero di Cristo Filantropo.
La coppia ebbe anche un numero imprecisato di figlie (almeno tre secondo Varzos), dato che la loro esistenza è menzionata nel typikon del monastero della Kecharitomene. Irene Ducaena fu la Ktetorissa di questo convento, che in origine aveva decretato che la figlia minore Eudocia le succedesse come protettrice; dopo la morte di Eudocia (1130 circa), Irene scelse invece la figlia maggiore, la studiosa, medico, amministratrice sanitaria e storica Anna Comnena, e dopo di lei Maria. La data di morte di Maria è sconosciuta, ma è comunque certo che avvenne dopo il 1136, quando i membri defunti della famiglia imperiale furono elencati nel typikon del monastero del Pantokrator.
Nella sua Alessiade, la sorella maggiore Anna Comnena parla con grande affetto e lode delle sue virtù, soprattutto per le sue azioni durante gli ultimi giorni del padre.

## Ascendenza
|                   |                |                      | Genitori                   |  |  | Nonni |  |  | Bisnonni                |  |  | Trisnonni |  |
|                   |                |                      |                            |  |  |       |  |  | Manuele Comneno Erotico |  |  | …         |  |
|                   |                |                      |                            |  |  |       |  |  | Manuele Comneno Erotico |  |  | …         |  |
|                   |                | …                    |                            |  |  |       |  |  | Manuele Comneno Erotico |  |  |           |  |
| Giovanni Comneno  |                |                      |                            |  |  |       |  |  | Manuele Comneno Erotico |  |  |           |  |
|                   |                | Maria ?              | …                          |  |  |       |  |  |                         |  |  |           |  |
|                   |                | Maria ?              | …                          |  |  |       |  |  |                         |  |  |           |  |
|                   |                | Maria ?              | …                          |  |  |       |  |  |                         |  |  |           |  |
| Alessio I Comneno |                | Maria ?              |                            |  |  |       |  |  |                         |  |  |           |  |
|                   |                | Alessio Caronte      | …                          |  |  |       |  |  |                         |  |  |           |  |
|                   |                | Alessio Caronte      | …                          |  |  |       |  |  |                         |  |  |           |  |
|                   |                | Alessio Caronte      | …                          |  |  |       |  |  |                         |  |  |           |  |
| Anna Dalassena    |                | Alessio Caronte      |                            |  |  |       |  |  |                         |  |  |           |  |
|                   |                | Adriana Dalassena    | …                          |  |  |       |  |  |                         |  |  |           |  |
|                   |                | Adriana Dalassena    | …                          |  |  |       |  |  |                         |  |  |           |  |
|                   |                | Adriana Dalassena    | …                          |  |  |       |  |  |                         |  |  |           |  |
| Maria Comnena     |                | Adriana Dalassena    |                            |  |  |       |  |  |                         |  |  |           |  |
|                   | Giovanni Ducas | Andronico Dukas      |                            |  |  |       |  |  |                         |  |  |           |  |
|                   | Giovanni Ducas | Andronico Dukas      |                            |  |  |       |  |  |                         |  |  |           |  |
|                   | Giovanni Ducas | …                    |                            |  |  |       |  |  |                         |  |  |           |  |
| Andronico Ducas   | Giovanni Ducas |                      |                            |  |  |       |  |  |                         |  |  |           |  |
|                   |                | Irene Pegonitissa    | Niketas Pegonites          |  |  |       |  |  |                         |  |  |           |  |
|                   |                | Irene Pegonitissa    | Niketas Pegonites          |  |  |       |  |  |                         |  |  |           |  |
|                   |                | Irene Pegonitissa    | …                          |  |  |       |  |  |                         |  |  |           |  |
| Irene Ducaena     |                | Irene Pegonitissa    |                            |  |  |       |  |  |                         |  |  |           |  |
|                   |                | Troian di Bulgaria   | Ivan Vladislav di Bulgaria |  |  |       |  |  |                         |  |  |           |  |
|                   |                | Troian di Bulgaria   | Ivan Vladislav di Bulgaria |  |  |       |  |  |                         |  |  |           |  |
|                   |                | Troian di Bulgaria   | Maria                      |  |  |       |  |  |                         |  |  |           |  |
| Maria di Bulgaria |                | Troian di Bulgaria   |                            |  |  |       |  |  |                         |  |  |           |  |
|                   |                | N. Konstostephanissa | …                          |  |  |       |  |  |                         |  |  |           |  |
|                   |                | N. Konstostephanissa | …                          |  |  |       |  |  |                         |  |  |           |  |
|                   |                | N. Konstostephanissa | …                          |  |  |       |  |  |                         |  |  |           |  |
|                   |                | N. Konstostephanissa |                            |  |  |       |  |  |                         |  |  |           |  |